# نيوراجيرفي
62°40′54″N 31°08′06″E / 62.68167°N 31.13500°E
نيوراجيرفي هي بحيرة متوسطة الحجم تقع في منطقة مستجمعات المياه الرئيسي فووكسي. وهي تقع في منطقة كاريليا الشمالية في فنلندا.